# Objaw Kussmaula
Objaw Kussmaula – paradoksalne zwiększenie ciśnienia w żyłach szyjnych podczas wdechu, występujące między innymi w niewydolności serca, zwężeniu zastawki trójdzielnej i zaciskającym zapaleniu osierdzia. Powstaje na skutek zastoju krwi przed prawym sercem.